# Comayagua
Comayagua je město v Hondurasu. Leží ve stejnojmenném departementu, jehož je hlavním městem, zhruba 80 kilometrů na severozápad od Tegucigalpa na dálnici do San Pedro Sula v nadmořské výšce 594 metrů nad mořem. Počet obyvatel byl v roce 2003 odhadován na šedesát tisíc. Ve městě jsou hojné ukázky španělské koloniální architektury.

## Dějiny
Město bylo založeno jako Santa María de la Nueva Valladolid 8. prosince 1537.
Od roku 1540 byla Comayagua hlavním městem honduraské provincie Generálního kapitanátu Guatemala.
Byl také hlavním městem Hondurasu v rámci Federativní republiky Střední Ameriky a o statut hlavního města se nějaký čas přetahoval s Tegucigalpou i v rámci samostatného Hondurasu, než byla v roce 1880 pevně ustanovena hlavním městem Tegucigalpa.